# 리치 (식물)
리치(Litchi chinensis) 또는 라이치(Lychee)는 무환자나무과의 상록수 과일나무이다.

## 원산지
중국 남부 원산으로 열대, 아열대 지방에서 재배된다. ‘리치’란 이름은 중국어 이름 ‘여지(중국어 간체자: 荔枝, 정체자: 茘枝, 병음: Lìzhī)’에서 왔는데, 광둥어로는 lai6ji1로 읽는다.

## 재배 역사
당도가 높고, 향기가 나서 중국 고대부터 귀하게 여겼다. 신당서 양귀비전에 따르면, 당나라 때 양귀비가 화남에서 장안까지 빠른 말로 가져오게 했다고 한다. 현재는 중국 남부, 대만, 동남아시아, 일본 오키나와 등지, 호주, 플로리다와 하와이에서도 재배되고 있다.
국내에 재배되었다는 기록은 존재하지 않지만, 조선왕조실록에는 1403년 10월 21일 태종 3년 《설미수가 여지를 올리다》에서 리치를 올렸다는 기록이 있고, 1421년 제주로 가는 고충언에게 여지와 향등을 내려주고 제사를 지내게 했다는 기록이 나온다. 정조 24년인 1800년 6월 14일에는 종기가 난 정조에게 여지고가 고름을 빨아내는데 가장 좋다는 의관 정윤교의 대화가 등장한다. 이것 외에도 리치와 관련된 내용이 60여건이 등장한다.

## 생육 특성

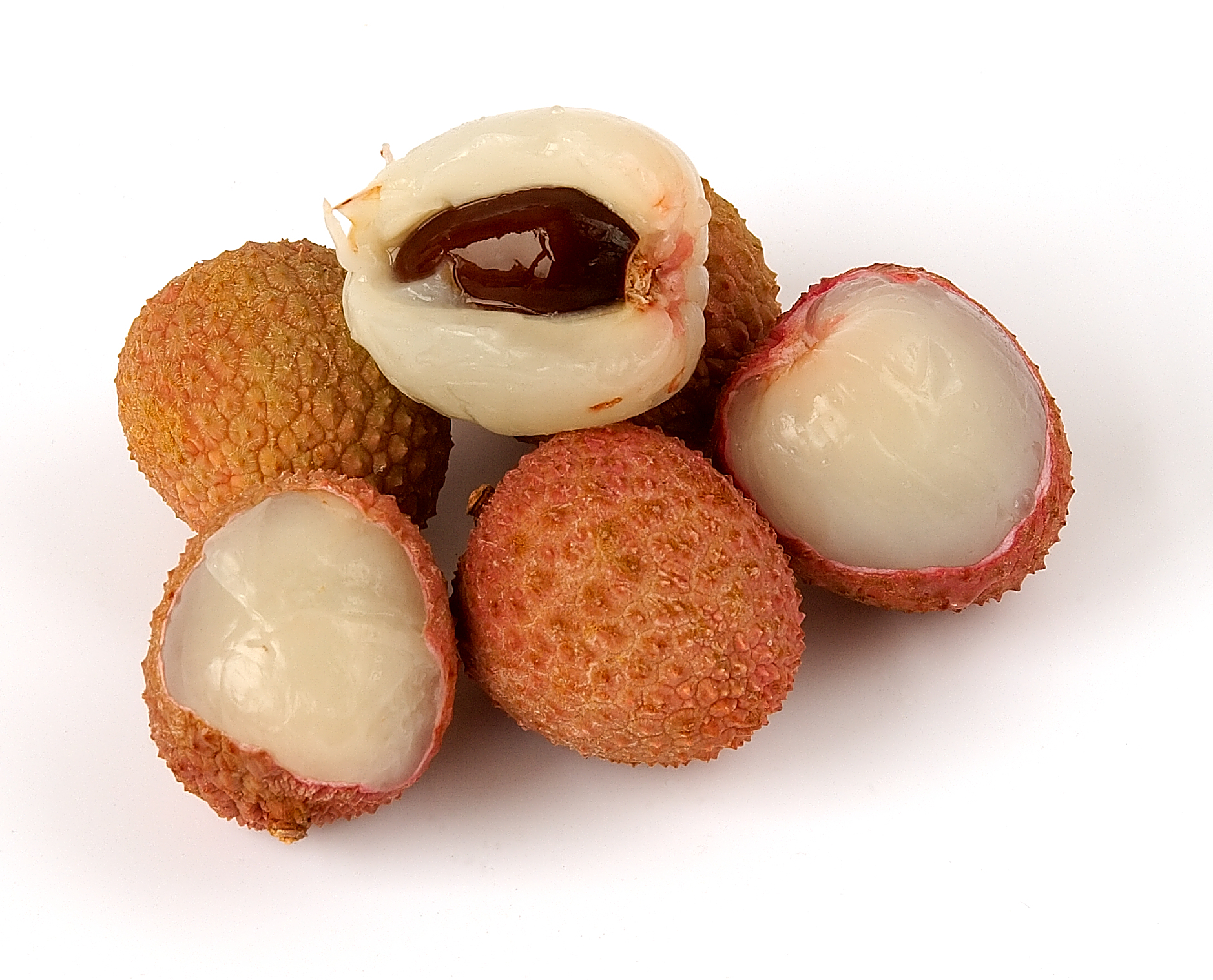
껍질을 벗진 리치

상록 교목으로 잎은 짝수이며, 깃 모양 겹입(2-4대의 떡잎에서 자란)으로 들쭉날쭉하다. 꽃은 황록색으로 봄에 피며, 열매는 여름에 익고, 표면은 붉은 비늘(신선한 것은 가시가 날카로운)로 덮여 있다. 과피를 벗기면 먹는 백색 반투명의 과즙이 많은 과육 (정확하게는 씨의 외피)가 있고, 그 가운데 큰 씨가 하나 있다.

## 재배 환경
리치는 저온에 비교적 강한 편이어서 -4 °C 이하의 짧은 기간에는 약한 가지와 잎이 고사하고 -6 °C 이하가 되면 뿌리 윗부분은 완전히 고사한다. 따라서 안정적인 생산을 고려한다면 -3 °C 이상의 지역을 선택하거나 시설재배의 경우 -3 °C 이하로 떨어지지 않도록 온도관리에 주의하여야 한다. 꽃을 피우기 위해서는 겨울철 0-5 °C 의 저온이 200시간 이상 필요한 것으로 알려져 있으며, 또한 이 시기에 고온이 되면 꽃 피기가 잘 안되기 때문에 하우스 온도 관리에 주의가 필요하다.

## 과일 특성
특이한 과일들 중 하나 특히 모양과 다르게 맛이 일품이라고 한다.
과육은 반투명한 속살에 갈색의 씨가 있다.
갈색의 씨 안에 독이 있어 조심해야 한다.

## 같이 보기
- 람부탄